# Verwaltungsgliederung der Oblast Wladimir

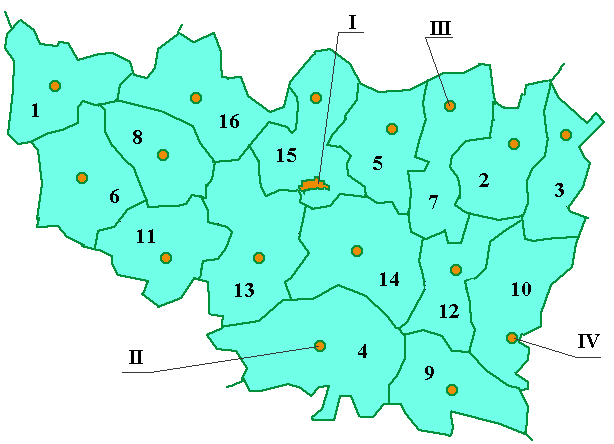
Verwaltungsgliederung der Oblast Wladimir (Nummern in den ersten Tabellenspalten)

Die Oblast Wladimir im Föderationskreis Zentralrussland der Russischen Föderation gliedert sich in 16 Rajons und 5 Stadtkreise (darunter eine „Geschlossene Stadt“). Den Rajons sind insgesamt 26 Stadt- und  80 Landgemeinden unterstellt (Stand: 2010).

## Stadtkreise
| \| \| |
|       |

|  |

| \| \| |
|       |

|  |

| \| \| |
|       |

|  |

## Rajons
| [ 5 ] | Rajon          | Einwohner | Fläche (km²) | Bevölkerungs- dichte (Ew./km²) | Stadt- bevölkerung | Land- bevölkerung | Verwaltungssitz   | Weitere Orte                                  | Anzahl Stadt- gemeinden | Anzahl Land- gemeinden | Lage |
| ----- | -------------- | --------- | ------------ | ------------------------------ | ------------------ | ----------------- | ----------------- | --------------------------------------------- | ----------------------- | ---------------------- | ---- |
| 1     | Alexandrow     | 114.613   | 1.834        | 62                             | 101.992            | 12.621            | Alexandrow        | Balakirewo, Karabanowo, Strunino              | 4                       | 4                      |      |
| 3     | Gorochowez     | 22.696    | 1.487        | 15                             | 13.099             | 9.597             | Gorochowez        |                                               | 1                       | 3                      |      |
| 4     | Gus-Chrustalny | 44.032    | 4.370        | 10                             | 6.803              | 37.229            | Gus-Chrustalny    | Kurlowo                                       | 1                       | 13                     |      |
| 16    | Jurjew-Polski  | 37.228    | 1.910        | 19                             | 19.444             | 17.784            | Jurjew-Polski     |                                               | 1                       | 3                      |      |
| 5     | Kameschkowo    | 31.797    | 1.090        | 29                             | 13.494             | 18.303            | Kameschkowo       |                                               | 1                       | 5                      |      |
| 6     | Kirschatsch    | 40.042    | 1.135        | 35                             | 29.639             | 10.403            | Kirschatsch       |                                               | 1                       | 4                      |      |
| 8     | Koltschugino   | 55.534    | 1.148        | 48                             | 45.379             | 10.155            | Koltschugino      |                                               | 1                       | 5                      |      |
| 7     | Kowrow         | 29.659    | 1.817        | 16                             | 6.599              | 23.060            | Kowrow            | Melechowo                                     | 1                       | 4                      |      |
| 9     | Melenki        | 36.945    | 2.221        | 17                             | 15.097             | 21.848            | Melenki           |                                               | 1                       | 7                      |      |
| 10    | Murom          | 24.683    | 1.050        | 24                             | –                  | 24.683            | Murom             |                                               | –                       | 2                      |      |
| 11    | Petuschki      | 63.279    | 1.692        | 37                             | 50.501             | 12.778            | Petuschki         | Gorodischtschi, Kosterjowo, Pokrow, Wolginski | 5                       | 3                      |      |
| 12    | Seliwanowski   | 18.863    | 1.388        | 14                             | 8.478              | 10.385            | Krasnaja Gorbatka |                                               | 1                       | 4                      |      |
| 13    | Sobinka        | 57.854    | 1.524        | 38                             | 42.498             | 15.356            | Sobinka           | Lakinsk, Stawrowo                             | 3                       | 9                      |      |
| 14    | Sudogda        | 40.747    | 2.300        | 18                             | 12.035             | 28.712            | Sudogda           |                                               | 1                       | 6                      |      |
| 15    | Susdal         | 44.236    | 1.479        | 30                             | 10.875             | 33.361            | Susdal            |                                               | 1                       | 4                      |      |
| 2     | Wjasniki       | 81.011    | 2.252        | 36                             | 51.407             | 29.604            | Wjasniki          | Mstjora, Nikologory                           | 3                       | 4                      |      |